# Pisenus pubescens
Pisenus pubescens är en skalbaggsart som beskrevs av Thomas Casey 1900. Pisenus pubescens ingår i släktet Pisenus och familjen skinnsvampbaggar. Inga underarter finns listade i Catalogue of Life.